# Нејплс Парк (Флорида)
Нејплс Парк (енгл. Naples Park) насељено је место без административног статуса у америчкој савезној држави Флорида.

## Демографија
По попису из 2010. године број становника је 5.967, што је 774 (-11,5%) становника мање него 2000. године.
| Група             | 2000.         | 2010.         |
| Белци             | 5.350 (79,4%) | 4.328 (72,5%) |
| Афроамериканци    | 89 (1,3%)     | 113 (1,9%)    |
| Азијати           | 57 (0,8%)     | 78 (1,3%)     |
| Хиспаноамериканци | 1.184 (17,6%) | 1.347 (22,6%) |
| Укупно            | 6.741         | 5.967         |